# ジーゲン - ベッツドルフ線
ジーゲン - ベッツドルフ線 (Bahnstrecke Siegen Weidenau–Betzdorf) はドイツ連邦共和国ノルトライン＝ヴェストファーレン州ジーゲン市ヴァイデナウ駅とラインラント＝プファルツ州ベッツドルフ駅を結ぶ複線・電化の幹線鉄道である。

## 歴史
1861年1月10日にケルン＝ミンデン鉄道会社（Cöln-Minden Eisenbahn-Gesellschaft, CME）は、ベッツドルフ - ジーゲン間をドイツ - ギーセン鉄道（Deutz-Gießener Eisenbahn）の分岐線として開通した。同年8月6日にアルテナ - ジーゲン間はヴァイデナウ駅の中間地点でベルク＝マルク鉄道会社（Bergisch-Märkische Eisenbahn-Gesellschaft, BME）により開業された。
1914年に特別列車は義勇軍兵力を西部戦線へ輸送のために投入された。1915年ジーゲン - ハイガー間が開通されて、ジーゲン中央駅は新たな中心駅となった。
第二次世界大戦の終戦後、フランス占領地はマインツ管理局の北部路線網を再編成して、この路線の場合、ニーダーシェルデン - ベッツドルフ間が管轄区間であった。1945年戦争の最後の日まで多い橋梁がケルン - ベッツドルフ間と同じく破壊されて、優先的に単線で復旧された。複線線路は数年にかかって再建された。1952年4月20日にキルヒェン - ベッツドルフ間は初めにして、1957年5月19日にブラッハバッハ - キルヒェン間が複線で再建された。
電車線は1980年にジーゲン-ベッツドルフ区間で設置された。1980年代に優等列車の系統はドイツ連邦鉄道により廃止された。
2015年12月にラインラント＝プファルツ州北部鉄道旅客公共交通連合（Zweckverband Schienenpersonennahverkehr Rheinland-Pfalz Nord）は一定間隔運行の関係で普通列車系統をまとめた。ヘッセン地方鉄道（Hessische Ladesbahn, HLB）が2014年12月に「アイフェル＝ヴェスターヴァルディア＝ジークディーゼル動車路線網」（Dieselnetz Eifel-Westerwald-Sieg）を引き受けた後に、この路線の普通列車系統はRB90系統とRB93系統に編成された。2015年8月にDBネットワークはブラッハバッハ - キルヒェン間に自動閉塞式信号機をより密な列車通行のために備えた。

## 運行形態
ジーゲンヴァイデナウ - ニーダーシェルデン北駅間の運賃はヴェストファーレン運賃連合（Westfalentarif）が担当する。ニーダーシェルデン - ベッツドルフ間はライン＝モーゼル運輸連合（Verkehrsverbund Rhein-Mosel）運賃制の適用区間である。
- RE9: ジーゲン - ブラッハバッハ - キルヒェン - ベッツドルフ - アウ - ケルン - デューレン - アーヘン。60分ごとに運行。
- RE34: ドルトムント - レトマーテ - アルテーナ - フィンネントロップ - レネシュタット・アルテンフンデム - クロースタール - ヴァイデナウ - ジーゲン。60分 / 120分ごとに運行。
- RB90: ジーゲン - アイザーフェルト - ニーダーシェルデン北駅 - ニーダーシェルデン - ムーダースバッハ - ブラッハバッハ - フロイスブルク団地駅 - キルヒェン - ベッツドルフ - アウ - アルテンキルヒェン。60分ごとに運行。HLB運営。使用車両はリント。
- RB91: ハーゲン - レトマーテ - アルテーナ - フィンネントロップ - レネシュタット・アルテンフンデム - クロースタール - ヴァイデナウ - ジーゲン。60分ごとに運行。
- RB93: バートベルレーブング - エルンテブリュック - ヒルヒェンバッハ - クロイツタール - ヴァイデナウ - ジーゲン - アイザーフェルト - ニーダーシェルデン北駅 - ニーダーシェルデン - ムーダースバッハ - ブラッハバッハ - フロイスブルク団地駅 - キルヒェン - ベッツドルフ。60分 / 120分ごとに運行。HLB運営。